# Ragualdo, o Muito Honrado
Ragualdo, o Muito Honrado (em latim: Ragualdus; em nórdico antigo: Ragnvald Heiðumhæri ou Heidumhære) foi um lendário régulo ou chefe do Folde Ocidental, na Noruega, com possível fundo histórico, que governou no século IX segundo a Lista dos Inglingos e a Saga dos Inglingos. É pouco conhecido, mas ficou famoso por ter encomendado a Tiodolfo de Hvinir a Lista dos Inglingos sobre sua família.

## Vida
Ragualdo era filho de Olavo e membro da Casa dos Inglingos. Governou o Folde Ocidental em sucessão a Olavo e foi chamado "o Muito Honrado" (Heithumhæri). Em data incerta, encomendou a Tiodolfo de Hvinir a composição do poema Lista dos Inglingos. Segundo Tiodolfo:
| “ | Melhor dos nomes, céu azul abaixo, que foi dado a qualquer rei, Ragualdo tinha, o governante de navios, o Muito Honrado [como] foi chamado sempre. | ” |